# Kristrún Frostadóttir
Kristrún Frostadóttir (islandès: Kristrún Mjöll Frostadóttir)  (Reykjavík, 12 de maig de 1988) és una política i economista islandesa que ocupa el càrrec de primera ministra d'Islàndia des del desembre de 2024 i és la líder de l'Aliança socialdemòcrata. Va ser escollida a l'Alþingi a les eleccions legislatives de 2021.
Kristrún va néixer a Reykjavík i els seus pares són Frosti Fífill Jóhannsson, etnògraf, i Steinunn Guðný H. Jónsdóttir, metgessa. Va estudiar al Menntaskólinn í Reykjavík, es va graduar a la Universitat d'Islàndia, va obtenir un màster en estudis internacionals per l'Escola Jackson d'Afers Globals de la Universitat Yale (abans l'Institut Jackson d'Afers Globals de la Universitat Yale), i un màster en economia per la Universitat de Boston.